# Cerami
Cerami es una localidad italiana de la provincia de  Enna, región de Sicilia, con 2.232 habitantes.

Ubicación de la ciudad de Cerami dentro de la provincia de Enna.

## Evolución demográfica
| Gráfica de evolución demográfica de Cerami entre 1861 y 2001 |
|                                                              |
| Fuente ISTAT - Elaboración gráfica por parte de Wikipedia    |